# Au pays des géants (comics)
Au pays des géants est une bande dessinée, tirée du feuilleton américain du même nom, créée par Dick Wood (scénario) et Ted Galindo (dessins).

## Le contexte
Au pays des géants est à l’origine une série télévisée créée par Irwin Allen qui durera deux saisons (1968-1970) pour 51 épisodes. Gold Key s’empressa d’acquérir la licence et publia le premier numéro alors que la série venait de sortir quelques semaines plus tôt sur le petit écran.
Gold Key arrêta la publication au bout de 5 numéros et aurait sans doute dû poursuivre davantage son effort de fidélisation du lectorat mais la maison d’édition était alors, comme ses concurrentes, touchée par une baisse des ventes et préféra réduire ses coûts qui étaient certains à la conquête de nouveaux lecteurs, ce qui restait aléatoire.

## Publications

### The Land of the Giants
Lorsqu’elles sont divisées en deux chapitres, la première partie des histoires fait toujours 14 planches et la seconde 12.

1- novembre 1968
1. The Mini-Criminals – Dick Wood (scénario) et Ted Galindo (dessins) 26 planches divisées en deux chapitres :
The Power Seekers
The Torch is Lit
2- janvier 1969
2. Countdown to Escape – Dick Wood (scénario) et ? (dessins) 26 planches divisées en deux chapitres :
The Wings of an Eagle
The Little Buccaneers
3- mars 1969
3. Damsel in Distress – Dick Wood (scénario) et ? (dessins) 26 planches
4- juin 1969
4. Safari in Giantland – Dick Wood (scénario) et ? (dessins) 26 planches divisées en deux chapitres :
Assault and Battery
Babes in Toyland
5- mars 1969
5. Operation Mini-Surgeon – Dick Wood (scénario) et Tom Gill (dessins) 26 planches

### The Land of the Giants: The Complete series
Hermes Press -2010
Reprend l’intégralité des 130 planches, le tout accompagné d’articles et de photos du feuilleton.

### Les Bandes Anglaises
Dans TV Comic du #11 (29 mars 1969) au moins jusqu'au #31 (16 août 1969)à raison de deux planches par numéro. 